# Dmitri Yanov-Yanovski
Dmitri Yanov-Yanovsky (russisch Дмитрий Феликсович Янов-Яновский, Transkription Dmitri Felixowitsch Janow-Janowski, wiss. Transliteration Dmitrij Feliksovič Janov-Janovskij; * 24. April 1963 in Taschkent) ist ein usbekischer Komponist.

## Leben
Yanov-Yanovsky studierte bis 1986 am Staatlichen Konservatorium Usbekistans in Taschkent Komposition und Instrumentation bei seinem Vater Felix Yanov-Yanovsky. Für sein Lacrymosa, uraufgeführt von Phyllis Bryn-Julson und dem Arditti Quartet, erhielt er beim Internationalen Kompositionswettbewerb für sakrale Musik 1991 in Fribourg eine besondere Erwähnung. Im Folgejahr besuchte er Meisterkurse bei Poul Ruders und Edisson Denissow in Dänemark. Für Presentiment für Ensemble und Tonband erhielt er in Boston den ALEA III International Prize und für die Filmmusik zu Kammie den Prix Spécial de Nantes beim Festival International du Film de Cannes. 1993 besuchte er den Sommerkurs des IRCAM in Paris.
1993–94 wirkte er als Spieler der chang (der santur ähnliches usbekisches Hackbrett) an Aufführungen und der Aufnahme seiner Chang Music V durch das Kronos Quartet mit. 1996 gründete er das Ilkhom-XX-Festival in Taschkent, dessen künstlerischer Leiter er bis 2006 war. 1999 fanden zwei Porträtkonzerte für ihn in Rom und Turin statt, 2003 zwei weitere in Brüssel und Mons. Zwischen 2002 und 2004 war er Composer in Residence des belgischen Ensembles Musiques Nouvelles. 2006 nahm er an den Professional Training Workshops for Young Musicians der Carnegie Hall statt. 2008–09 war er Artist in Residence an der Harvard University.
Neben Bühnen- und Orchesterwerken, Kammermusik, Vokalwerken und Solostücken komponierte Yanov-Yanovsky 50 Filmmusiken und 25 Schauspielmusiken.

## Werke
- Bagatelles für Klavier, 1982
- Concerto für Violine und kleines Orchester, 1983
- String Quartet, 1985
- Coda für Gijak und Chang, 1986
- Autumn rain in the darkness... Text von Matsuo Bashō, für Sopran und kleines Orchester, 1987
- Cadenza für Klavier, 1988
- Epilogue für Klavier und Streichquartett, 1989
- Thread (Nach Texten von Omar Chayyām) für Stimme, Tänzer, Flöte, Gijak, Tanbur, Cello, Klavier und zwei Perkussionisten, 1989
- Chang Music I für Chang, 1990
- Chang Music II für zwei Klaviere, 1990
- Chang Music III für Violine, Viola und Cello, 1991
- Fragments of Bird Life für Altblockflöte, 1991
- Lacrymosa für Sopran und Streichquartett 1991
- Sounding Darkness für Flöte, Oboe, Viola, Cello und Glasharmonika, 1992
- Haiku for Gert Sørensen für Perkussion, 1992
- Presentiment für kleines Orchester und Tonband, 1992
- Chamber Music für kleines Orchester, 1993
- Sotto Voce, 1993
- Awakening für Streichquartett und Tonband, 1993
- Chang Music IV für Streichquartett, 1993
- Chang Music V für Chang und Streichquartett, 1993–94
- Ritual, 1994
- Conjunctions für Streichquartett, Orchester und Tonband, 1995
- Takyr – Scorched Earth für sechs Perkussionisten und Streichorchester, 1995
- Come and Go (stage étude no. 1, Text von Samuel Beckett) für drei Frauenstimmen, Flöte, Gitarre, Cello und Klavier, 1995
- Hommage à Gustav Mahler (Text von Friedrich Rückert) für Sopran und Streichquartett, 1996
- Wiegelied für Heidelberg, Vocalise für Sopran, Flöte Gitarre, Violine und Perkussion, 1996
- Moon Songs (Text von Federico García Lorca), für Sopran und zwei Klaviere, 1996
- Facets für Orgel, 1996
- The Little Match-Girl, Kinderballett nach Hans Christian Andersen, 1996–97
- Lux æterna für Violine und kleines Orchester, 1997
- Predestination für Cembalo und kleines Orchester, 1997
- Ad amorem für gemischten Chor, zwei Trompeten, Posaune und Tuba, 1997
- Breath (stage étude no. 2, Text von Samuel Beckett) für Flöte, Klarinette, Violine, Cello, Klavier und Perkussion, 1999
- Music of Dreams für Chang, Cembalo und Tonband, 1999
- '...' (Text von Alexander Puschkin) für Countertenor, Violine, Viola, Cello und Tonband, 1999
- Nach der Lese (Text von Stefan George), für Sopran, Violine, Cello und Klavier, 1999
- Night Music: Voice in the leaves für Cello, Instrumentalensemble und Tonband, 2000
- Allusions and Reminiscences für Klavier, 2000
- Elf and Mirror für Orgel, 2000
- Silhouettes für Klavier, 2001
- Seven Miniatures für Flöte, 2001
- Eh Joe (Kammeroper nach Samuel Beckett) für Mezzosopran und Schauspieler, 2001
- Message für Streichorchester, 2001
- Twilight Music für Flöte. Oboe, Klarinette, Harfe, Gitarre, Mandoline, Violine, Viola, Cello, Kontrabass, Klavier und Perkussion, 2002
- Hearing Solution für Cello und Instrumentalensemble, 2002
- Drei Lieder nach Texten von Friedrich Rückert für gemischten Chor, 2002
- Six Lost Chopin Waltzes für Klavier zu vier Händen, 2002
- Postscriptum für vier Perkussionisten, 2003
- Notturno für kleines Orchester und Tonband, 2003
- Limericks (Text von Edward Lear) für Bariton und kleines Orchester, 2003